# موريس روش
موريس روش (بالإنجليزية: Maurice Roche)‏ بارون بريطاني (ولد في لندن يوم 11 أكتوبر من العام 1967) هو ابن البارون ادموند روش خال ديانا أميرة ويلز.